# Гаур Акбулатов
Гаур Акбулатов (баш. Ғаур Аҡбулатов) предводитель башкирского восстания 1662—1664, жил в Ногайской даруге.

## Биография
Потомки Кучум-хана, никогда не прекращавшие борьбу с Русским царством, решили организовать восстание народов Сибирского ханства и они установили связь с Крымским ханом Мухаммед-Гиреем. Роль связных сыграли, бежавшие к Калмыкам башкиры во главе с Гауром. Гаур Акбулатов вместе с Улекеем стоял во главе повстанцев, но они были выданы осенью 1662 года, социальное положение этих предводителей неизвестно. И после перехода части восставших на сторону правительства был казнён. По мнению Ахметзаки Валиди, он правда обеспечивал связь между Кучумовичами и Крымскими ханами, также служил проводником в у калмыков в делах против русских.